# Santa Rita (ort i Honduras, Departamento de Yoro, lat 15,17, long -87,28)
Santa Rita är en ort i Honduras.   Den ligger i departementet Departamento de Yoro, i den centrala delen av landet, 120 km norr om huvudstaden Tegucigalpa. Santa Rita ligger 885 meter över havet och antalet invånare är 12 869.
Terrängen runt Santa Rita är huvudsakligen kuperad, men åt sydost är den platt. Runt Santa Rita är det ganska tätbefolkat, med 52 invånare per kvadratkilometer. Närmaste större samhälle är Yoro, 17,0 km öster om Santa Rita. Omgivningarna runt Santa Rita är en mosaik av jordbruksmark och naturlig växtlighet.